# Miguel Basulto
Juan Miguel Basulto Medina (* 7. Januar 1992 in Ocotlán, Jalisco) ist ein mexikanischer Fußballspieler  auf der Position eines Verteidigers.

## Laufbahn
Basulto stand von 2013 bis 2021 beim Club Deportivo Guadalajara unter Vertrag, bei dem er allerdings nicht allzu viele Einsätze absolvieren konnte. Sein Debüt in der höchsten mexikanischen Spielklasse bestritt Basulto am 12. Januar 2013 in einem Auswärtsspiel bei Santos Laguna, das 0:2 verloren wurde.
Um Basulto mehr Spielpraxis zu ermöglichen, wurde er in der Clausura 2014 an den Zweitligisten Leones Negros ausgeliehen, dem am Saisonende der Aufstieg in die erste Liga gelang. Die Saison 2014/15 verbrachte er auf Leihbasis bei den Coras de Tepic, mit denen er die Finalspiele der Apertura 2014 erreichte und erst im Elfmeterschießen gegen den Traditionsverein Necaxa verlor. Sein bisher einziges Tor in einem Punktspiel einer Profiliga erzielte Basulto für die Coras in dem am 18. Januar 2015 ausgetragenen Heimspiel gegen den CD Irapuato, das 2:1 gewonnen wurde.
Zwischen 2015 und 2019 gehörte Basulto wieder zum Kader der ersten Mannschaft des CD Guadalajara und gewann mit dem Verein unter der Leitung des argentinischen Trainers Matías Almeyda insgesamt 4 Titel: je einmal den Meistertitel und die CONCACAF Champions League sowie zweimal den mexikanischen Pokalwettbewerb.
2021 wechselte Basulto zum costa-ricanischen CS Herediano, mit dem er ebenfalls einen Meistertitel gewann.
Vor Beginn seiner Profilaufbahn bestritt Basulto alle Spiele der mexikanischen U-17-Nationalmannschaft bei der U-17-Fußball-Weltmeisterschaft 2009, bei der Mexiko im Achtelfinale gegen Südkorea ausschied. Im Vorrundenspiel gegen Brasilien erzielte Basulto den Siegtreffer zum 1:0.

## Erfolge
Guadalajara
- Mexikanischer Meister: Clausura 2017
- Mexikanischer Pokalsieger: Apertura 2015, Clausura 2017
- CONCACAF Champions League: 2018

Herediano
- Costa-ricanischer Meister: Apertura 2022